# ヴァルター・フレミング

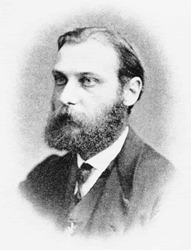
ヴァルター・フレミング

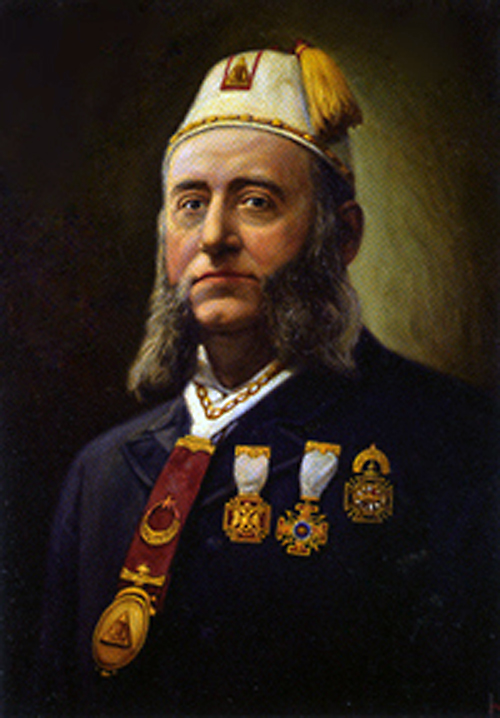
シュラインの帽子を被ったフレミング

ヴァルター・フレミング（Walther Flemming, 1843年4月21日 - 1905年8月4日）は、ドイツの細胞学者。

## 来歴
ドイツのザクセンベルク（Sachsenberg）生まれ。父親カール・フリードリッヒ・フレミング（Carl Friedrich Flemming: 1799-1880）は著名な精神科医。ロストック大学で医学を学び、従軍医として働いた後、プラハ大学に職を得る。1876年より、キール大学の解剖学教授。フリーメイソンの内組織「シュライン(英語版)」に所属していた。

## 業績

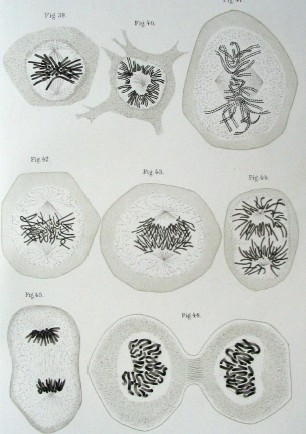
フレミングが描いた染色体の動き Zellsubstanz, Kern und Zelltheilung, 1882

細胞の固定法および染色法の開発と改良に貢献。細胞核内にアニリンで強く染まる構造を見いだし、これをクロマチン（chromatin：染色質）と名付ける。さらに細胞分裂時には、クロマチンが糸状の構造体に変換すること、さらにそれが縦裂することを発見。すなわち、現在の言葉に置き換えれば、染色体凝縮と姉妹染色分体分離の過程を初めて正確に記載したことになる。これらの結果は、1882年、「細胞質、核、細胞分裂 (Zell-substanz, Kern und Zelltheilung)」にまとめられ、その後の有糸分裂研究の基礎となる。有糸分裂 (mitosis) も彼の命名による。mitosisとは、ギリシャ語で糸 (thread) の意。ちなみに染色体（chromosome）という語は、1888年ヴァルデヤー（Heinrich Wilhelm Waldeyer: 1836-1921）によって初めて用いられた。
フレミングは、メンデル（Gregor Mendel: 1822-1884）の業績を知らなかったといわれ、自らの観察と遺伝の関係について明確に言及することはなかった。しかし、1900年メンデルの法則が“再発見”されるに伴い、フレミングの観察の本質が再評価されることになった。

## 引用文献
1. ↑  Paweletz, N (2001). “Walther Flemming: pioneer of mitosis research”. Nat Rev Mol Cell Biol 2:  72-75. PMID 11413469.
2. ↑  Flemming, W (1882). Zellsubstantz, Kern und Zelltheilung. F.C.W. Vogel, Leipzig, Germany.

## 参考図書
- 平野達也 企画（実験医学 特集）『フレミングが夢見た染色体の核心：コンデンシン・コヒーシンの発見から16年』羊土社、2013年。